# Centrum (Brokopondo)
Centrum è un comune (ressort) del Suriname di 2.854 abitanti.
Centrum si trova presso il fiume Suriname e il lago di Brokopondo.
Comprende la cittadina di Brokopondo.